# Desaparición de los niños Beaumont
Jane Nartare Beaumont (nacida el 10 de septiembre de 1956), Arnna Kathleen Beaumont (nacida el 11 de noviembre de 1958) y Grant Ellis Beaumont (nacido el 12 de julio de 1961), conocidos colectivamente como los niños Beaumont, eran tres hermanos que desaparecieron de la playa de Glenelg cerca de Adelaida, Australia del Sur, el 26 de enero de 1966 (un día festivo en el país, el Día de Australia) en un presunto secuestro y asesinato. En el momento de su desaparición tenían nueve, siete y cuatro años, respectivamente.
Las investigaciones policiales revelaron que, el día de su desaparición, varios testigos habían visto a los niños en y cerca de la playa de Glenelg en compañía de un hombre alto, rubio y de cara delgada con la tez bronceada por el sol de complexión delgada a atlética y de unos treinta años. Los avistamientos confirmados de los tres niños ocurrieron en la Reserva Colley y en la pastelería Wenzel's Cake en la calle Moseley, Glenelg. A pesar de numerosas búsquedas, ni los niños ni su presunto compañero fueron localizados.
El caso atrajo la atención generalizada de la policía y los medios de comunicación en Australia y en todo el mundo, dando lugar rápidamente a numerosos engaños, teorías y sospechosos. La atención regular y generalizada al caso, su importancia en la historia criminal australiana y el hecho de que el misterio de su desaparición nunca haya sido explicado, ha llevado a que la historia sea revisada continuamente por los medios. Regularmente se informa de nuevas pistas en los medios de comunicación, y el caso sigue siendo titular de los medios impresos y de comunicación más de medio siglo después. El gobierno del sur de Australia ofreció un millón de dólares en recompensa por información relacionada con el caso sin resolver.
A esta desaparición se le atribuyó ampliamente el haber provocado un cambio en el estilo de vida australiano, ya que los padres comenzaron a creer que sus hijos no estaban a salvo cuando no estaban supervisados en público.

## Antecedentes

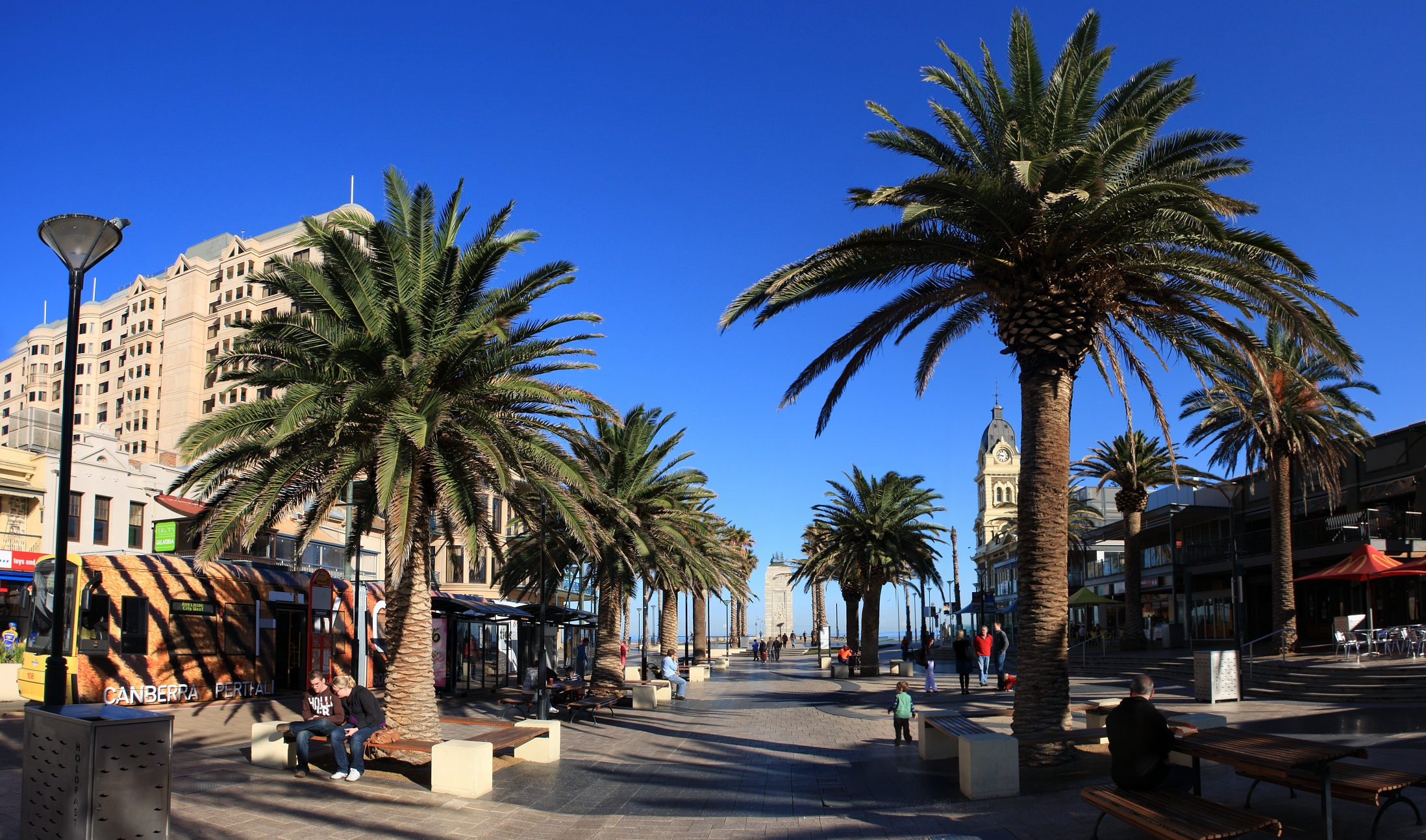
El suburbio junto a la playa de Glenelg donde los niños Beaumont fueron vistos por última vez

Jane, Arnna y Grant Beaumont vivían con sus padres, Grant «Jim» Beaumont, un exmilitar y taxista, y Nancy Beaumont (Ellis, de soltera), que se habían casado en diciembre de 1955. Su casa estaba en Harding Street, Somerton Park, un suburbio de Adelaida, no muy lejos de Glenelg Beach, un lugar popular para los niños y que muchos jóvenes en el apogeo de la era de la música surf visitaban también a menudo. El 25 de enero, en medio de una ola de calor veraniego, Jim Beaumont dejó a los niños en Glenelg Beach antes de emprender un viaje de tres días a Snowtown. Jane, la hija mayor, era considerada lo suficientemente responsable como para cuidar a los dos hermanos menores y, dadas las condiciones sociales de la época, a sus padres no les preocupaba marchar dejándolos solos.
En la mañana del 26 de enero de 1966 (el Día de Australia), los niños le pidieron a su madre volver a ir a la playa. Como hacía demasiado calor para caminar, fueron en autobús en un viaje de cinco minutos y 3 km desde su casa hasta la playa. Tomaron el autobús a las 8:45 a. m. y se esperaba que regresaran a casa en el autobús del mediodía. : 37  Sin embargo, Nancy Beaumont se preocupó cuando los niños no regresaron en los autobuses de las 12:00 ni en el de las 2:00 p. m., y cuando Jim Beaumont regresó a casa temprano de su viaje alrededor de las 3:00 p. m., se dirigió inmediatamente a la playa que estaba llena de gente. Incapaz de localizarlos, regresó y juntos buscaron en las calles y visitaron las casas de amigos. Alrededor de las 5:30 p. m., fueron a la comisaría de policía de Glenelg para notificarles la desaparición.

## Investigación policial
La policía organizó rápidamente una búsqueda en la playa y las áreas adyacentes, basándose en el supuesto de que los niños estaban cerca y simplemente habían perdido la noción del tiempo. La búsqueda luego se extendió a las dunas, al mar y a los edificios cercanos, con el aeropuerto, las líneas ferroviarias y las carreteras interestatales también rastreadas, por temor a un accidente o un secuestro. En veinticuatro horas, toda la nación estaba al tanto del caso. Al tercer día, el 29 de enero, el Sunday Mail encabezó con el titular «Se teme un crimen sexual», destacando el miedo en rápida evolución de que un secuestrador sexual los había secuestrado y asesinado; a pesar de esto, la recompensa oficial inicial fue de solo 250 libra australianas. La policía estableció rápidamente que los niños llevaban entre todos diecisiete artículos individuales, incluyendo ropa, toallas y bolsas, pero ninguno de estos artículos fue encontrado.
El puerto Patawalonga fue drenado el 29 de enero después de que una mujer le dijo a la policía que había hablado con tres niños, que eran similares en descripción a los niños Beaumont, cerca del puerto a las 7:00 p. m. del 26 de enero. : 40  Cadetes de policía y miembros del grupo de operaciones de emergencia registraron la zona, pero no se encontró nada.

### Principal sospechoso
La policía que investigó el caso encontró a varios testigos que habían visto a los niños en Colley Reserve cerca de la playa en compañía de un hombre alto, rubio y de cara delgada con la tez bronceada, de complexión delgada a atlética, como de unos treinta años, y vistiendo traje de baño. Los niños jugaban con él y parecían relajados y estar divirtiéndose. : 36  El hombre también se acercó al parecer a uno de los testigos, preguntándole si alguien había estado cerca de sus pertenencias ya que su dinero se había «perdido». Luego, el hombre fue a cambiarse mientras los niños lo esperaban, y el grupo fue visto alejándose de la playa un tiempo después, estimando la policía que eran alrededor de las 12:15. p. m..
Jim y Nancy Beaumont describieron a sus hijos, particularmente a Jane, como tímidos. Para ellos, estar jugando con tanta confianza con un extraño parecía fuera de lugar. Los investigadores teorizaron que los niños quizás habían conocido al hombre durante una visita o visitas anteriores y habían llegado a confiar en él. Un comentario casual en casa, que parecía insignificante en ese momento, respalda esta teoría. Arnna le había dicho a su madre que Jane había «conseguido un novio en la playa». Nancy Beaumont pensó que se refería a un compañero de juegos y no le hizo caso hasta después de la desaparición.
Un dependiente en la cercana Wenzel's Bakery también informó que Jane Beaumont había comprado empanadas y un pastel de carne con un billete de 1 libra australiana. La policía vio esto como una prueba más de que habían estado con otra persona, por dos razones: el tendero conocía bien a los niños de visitas anteriores e informó que nunca antes habían comprado un pastel de carne, y la madre de los niños les había dado solo 6 chelines y 6 peniques, suficiente para su tarifa de autobús y el almuerzo, y no 1 £. La policía creía que les había sido entregada por otra persona.

### Otros avistamientos
Según una declaración inicial, los niños fueron vistos caminando solos alrededor de las 3:00 p. m., lejos de la playa a lo largo de Jetty Road,: 34–35  en la dirección hacia su hogar. El testigo, un cartero, conocía bien a los niños, y su declaración fue considerada confiable. Dijo que los niños estaban «cogidos de la mano y riéndose» en la calle principal. La policía no pudo determinar por qué los niños estaban tan confiados ya con una hora de retraso, estaban paseando solos y aparentemente indiferentes. Este fue el último avistamiento confirmado de los niños. El cartero contactó a la policía dos días después de su declaración inicial y dijo que creía haberlos visto por la mañana, no por la tarde como había dicho anteriormente.: 37 
Varios meses después, una mujer informó que la noche de la desaparición un hombre, acompañado por dos niñas y un niño, entró en una casa vecina que ella creía vacía. Más tarde había visto al niño caminando solo por un camino donde fue perseguido y atrapado por el hombre. A la mañana siguiente, la casa parecía desierta otra vez, y no volvió a ver al hombre ni a los niños. La policía no pudo establecer por qué no había proporcionado esta información antes.[cita requerida] Otros avistamientos reportados de los niños continuaron durante aproximadamente un año después de su desaparición.

### Gerard Croiset
El caso también atrajo la atención internacional. El 8 de noviembre de 1966, Gerard Croiset, un parapsicólogo y psíquico de los Países Bajos, fue llevado a Australia, causando un frenesí mediático. Su búsqueda de los niños no tuvo éxito, con su historia cambiando día a día y sin ofrecer pistas. Identificó un sitio en un almacén cerca de la casa de los niños (y también cerca de la Escuela Primaria Paringa Park a la que asistían Jane y Arnna) en el que creía que los cuerpos de los niños habían sido enterrados. En el momento de su desaparición, era un sitio que estaba en construcción, y dijo que creía que sus cuerpos estaban enterrados bajo el cemento fresco, dentro de los restos de un antiguo horno de ladrillos. Los propietarios, que eran reacios a excavar sobre la base de un supuesto reclamo psíquico, pronto cedieron ante la presión pública después de que se recaudaran cuarenta mil dólares para demoler el edificio. No se encontraron restos, ni ninguna evidencia que se pudiera vincular con cualquiera de los Beaumont. En 1996, el edificio nuevo identificado por Croiset fue demolido parcialmente y los propietarios permitieron una búsqueda completa del sitio. Una vez más, no se encontraron rastros de los niños.

### Cartas falsas
Aproximadamente dos años después de la desaparición, los padres de los Beaumont recibieron dos cartas supuestamente escritas por Jane, y otra por un hombre en la que se decía que se quedaría con los niños. Los sobres mostraban un matasellos de Dandenong, Victoria. Las breves notas describen una existencia relativamente agradable y se refieren al «Hombre» que los guardaba. La policía creyó en ese momento que las cartas probablemente podrían ser auténticas después de compararlas con otras escritas por Jane. La carta del «Hombre» decía que se había designado a sí mismo «guardián» de los niños y que estaba dispuesto a devolverlos a sus padres. En la carta se designaba un lugar de reunión.
Jim y Nancy Beaumont, seguidos por un detective, llegaron al lugar designado pero nadie apareció. Algún tiempo después llegó una tercera carta, también supuestamente de Jane. Decía que el hombre había estado dispuesto a devolverlos, pero cuando se dio cuenta de que también había un detective disfrazado, decidió que los Beaumont habían traicionado su confianza y que se quedaría con los niños. No hubo más cartas. En 1992, nuevos exámenes forenses de las cartas mostraron que eran un engaño. La tecnología de huellas digitales había mejorado y el autor fue identificado como un hombre de 41 años que en ese momento era un adolescente y había escrito las cartas en broma. Debido al tiempo transcurrido, no fue acusado de ningún delito.

### Desarrollos posteriores
En noviembre de 2013 se inició la excavación en la parte trasera de una fábrica de North Plympton que anteriormente había pertenecido a un posible sospechoso en el caso, Harry Phipps. En febrero de 2018 se emprendió una excavación mayor en un lugar ligeramente diferente del sitio. No se encontró nada relevante. Las excavaciones se basaron en dos hombres que informaron que, cuando eran niños, se les había pagado para cavar un hoyo en esa área en aquel momento, y en pruebas geofísicas que habían identificado suelos alterados. Se encontraron huesos de animales, pero nada relacionado con los niños Beaumont.

## Posibles sospechosos

### Bevan Spencer von Einem
Bevan Spencer von Einem fue sentenciado a cadena perpetua en 1984 por asesinar a Richard Kelvin, de quince años, hijo del presentador de noticias televisivas de Adelaida Rob Kelvin. La policía y los fiscales declararon públicamente que creían que von Einem tenía cómplices y posiblemente estaba involucrado en otros asesinatos. Casi al mismo tiempo, la policía llegó a sospechar que von Einem podía estar involucrado en la desaparición de los niños Beaumont. Von Einem se negó a cooperar con los investigadores sobre su posible conexión con otros asesinatos.
Durante la investigación sobre von Einem, la policía escuchó a un informante identificado solo como «Sr. B». Relató una supuesta conversación en la que von Einem se jactó de haberse llevado a tres niños de una playa varios años antes, y dijo que los había llevado a casa para realizar «experimentos». Von Einem había dicho que realizó una «cirugía brillante» en cada uno de ellos y que los había «conectado». Supuestamente, uno de los niños había muerto durante el procedimiento, por lo que había matado a los otros dos y arrojado todos los cuerpos en unos matorrales al sur de Adelaida. La policía no había considerado previamente a von Einem en relación con los niños Beaumont, pero físicamente se parecía un poco a las descripciones y bocetos policiales de 1966.
Según el detective de la policía de Adelaida Bob O'Brien, el Sr. B dio información importante durante la investigación sobre el asesinato de Kelvin, y fue considerado como una fuente generalmente confiable. Sin embargo, la recepción policial de la supuesta confesión fue mixta. Había suficientes detalles plausibles para justificar una mayor investigación. Sin embargo, otros detalles transmitidos por B no encajaban con los hechos conocidos y la policía los consideró con escepticismo. En 2014 von Einem no había sido descartado como sospechoso.
Si bien se sabía que von Einem frecuentaba Glenelg Beach para «pervertirse» en los vestuarios, y se describió como preocupado por los niños, lo que argumenta en contra de su participación en la desaparición de los niños Beaumont es que era más joven que el sospechoso visto con los niños en 1966 (se informó que el sospechoso tenía entre treinta y treinta y cinco años, mientras que von Einem tenía veinte o veintiún años en ese momento). Otra distinción importante es que von Einem fue condenado por asesinar a un joven de quince años y sospechoso de matar a víctimas mayores que los niños Beaumont y los niños secuestrados del Adelaide Oval. Tales disparidades entre las víctimas de un asesino en serie son inusuales.
La referencia a la experimentación quirúrgica que supuestamente había hecho el Sr. B también se correspondía con los informes del forense sobre varios de los jóvenes asesinados. Von Einem también le dijo al testigo que había secuestrado a dos chicas en el Adelaide Oval durante un partido de fútbol. Dijo que las había matado pero no dio más detalles.
Los casos de los niños Beaumont y de Joanne Ratcliffe y Kirste Gordon permanecen oficialmente abiertos. Sin embargo, von Einem coincide con los bocetos policiales del sospechoso en los casos de Beaumont y Adelaide Oval y en 1989, fue identificado como sospechoso en un informe policial confidencial.
En agosto de 2007, se informó que la policía estaba examinando imágenes de archivo del canal de noticias Channel 7 sobre la búsqueda de los niños Beaumont que mostraban a un joven que se parecía a von Einem entre los que buscaban. El informe decía que la policía estaba pidiendo información para establecer la identidad del hombre.

### Arthur Stanley Brown
Otro sospechoso fue Arthur Stanley Brown. En 1998 fue acusado de los asesinatos de las hermanas Judith (siete años) y Susan (cinco años) Mackay en Townsville, Queensland. Desaparecieron mientras iban a la escuela el 26 de agosto de 1970, y sus cuerpos fueron encontrados varios días después en el lecho de un arroyo seco. Ambas niñas habían sido estranguladas. El juicio de Brown en julio de 2000 se retrasó y ya nunca fue juzgado nuevamente, ya que se descubrió que padecía demencia y enfermedad de Alzheimer. Brown murió en 2002.
Junto con von Einem, se le considera el principal sospechoso del secuestro de los niños Beaumont, ya que tenía una similitud sorprendente con el retrato robot del sospechoso tanto de los niños Beaumont como del caso del Adelaide Oval. La búsqueda de una conexión con los Beaumont no tuvo éxito. Brown es considerado sospechoso de la desaparición de los niños Beaumont, con base en las conexiones que se hicieron entre él y el secuestro de Adelaide Oval.
Aunque no hay pruebas de que haya visitado Adelaida, un testigo recordó haber tenido una conversación con Brown en la que este mencionó haber visto el Adelaide Festival Center a punto de finalizar, lo que lo sitúa en Adelaida en junio de 1973. El secuestro del Adelaide Oval ocurrió el 25 de agosto de 1973. Sin embargo, nunca se ha encontrado evidencia que conecte a Brown con Adelaida en 1966 cuando los niños Beaumont fueron secuestrados. Otro testigo, que informó haber visto a un hombre cerca del Adelaide Oval que llevaba a una niña mientras otra niña mayor lo seguía con dificultad, más tarde identificó a Brown como el hombre que había visto cerca del Adelaide Oval después de ver su foto en la televisión en diciembre de 1998 en relación con los asesinatos MacKay. La mujer que identificó al secuestrador como Brown lo vio por primera vez por un solo minuto cuando tenía catorce años, y luego lo identificó como Brown veinticinco años después, cuando lo vio en televisión con 86 años. La apariencia de Brown, de hecho, apenas había cambiado, y todavía era muy reconocible como la misma persona en comparación con las fotografías de él tomadas treinta años antes, lo que fue un factor para identificarlo como el sospechoso del retrato robot en los casos Beaumont y Adelaide Oval. Además, también se había informado de que el hombre llevaba gafas con montura de cuerno y se sabe que Brown usó anteojos con montura de cuerno, algo que la policía considera otro punto notable en la identificación. Brown tenía 53 años en el momento de la desaparición de los niños Beaumont, lo que puede coincidir o no con la descripción del sospechoso visto con los niños, de quien se informó que tenía poco más de treinta años.

### James Ryan O'Neill
A principios de la década de 1970, James O'Neill, que fue encarcelado de por vida en 1975 por el asesinato de un niño de nueve años en Tasmania, le había dicho al dueño de una estación en Kimberley y a varios otros conocidos que él era el responsable de la desaparición de los niños Beaumont. En 2006, O'Neill perdió una orden judicial en el Tribunal Superior de Australia para detener la transmisión de un documental The Fishermen que intentaba vincular a O'Neill con los niños Beaumont. El documental se emitió en Australia el 26 de octubre de 2006 en la ABC.
El exdetective de Victoria Gordon Davie pasó tres años hablando con O'Neill para ganarse su confianza antes de filmarlo para el documental. Davie dijo que aunque no había evidencia que vinculara a O'Neill con la desaparición de los niños Beaumont, estaba convencido de que O'Neill era el culpable. «Le pregunté sobre los Beaumont y él dijo: "No podría haberlo hecho. Estaba en Melbourne en esa época. Eso no es una negación"». Más tarde, volvió a preguntarle si había asesinado a los niños y respondió: «Mire, por consejo legal no voy a decir dónde estuve ni cuándo estuve allí». Aunque O'Neill afirma que nunca visitó Adelaida, su trabajo en la industria del ópalo en ese momento requería que visitara con frecuencia Coober Pedy y las carreteras para viajar de Melbourne a Coober Pedy pasan por Adelaida. Davie también sospechó que O'Neill estuvo involucrado en la desaparición de Joanne Ratcliffe y Kirste Gordon en 1973. La policía del sur de Australia investigó a O'Neill y lo descartó como sospechoso en el caso de los Beaumont.

### Derek Ernest Percy
El 22 de abril de 2007, un informe en el periódico The Age sugirió que los niños Beaumont podrían haber sido asesinados por Derek Percy, el prisionero más antiguo de Victoria. Percy estuvo en prisión hasta su muerte en 2013, luego de ser declarado no culpable por razón de locura por el asesinato de Yvonne Tuohy en 1969. The Age alegó que las pruebas reunidas por los investigadores de casos fríos (casos que permanecen sin resolverse) indicaba que era sospechoso de varios asesinatos sin resolver de niños, incluidos los niños Beaumont. Su declaración de locura en el asesinato de Tuohy se basó, al menos en parte, en que padecía una condición psicológica que podría hacer que no recordara detalles de sus acciones. Se creía que podría haber matado a los niños Beaumont, ya que estaba en la zona en ese momento, pero no recordaba haberlo hecho. El 30 de agosto de 2007, la policía de Victoria solicitó con éxito el permiso para interrogar a Derek Percy en relación con la desaparición de los niños Beaumont.
En 1966, Percy tenía diecisiete años y, por lo tanto, era demasiado joven para ser el hombre visto por varios testigos con los niños Beaumont. También se desconoce si Percy tenía un automóvil en ese momento, mientras que los detectives sospechaban que el secuestrador de los niños Beaumont tuvo acceso a uno para facilitarse una escapada rápida y también para deshacerse de los cuerpos de los niños más tarde. Percy estuvo en prisión desde 1969 hasta su muerte en 2013, lo que significa que no pudo haber sido el secuestrador en el caso del Adelaide Oval, siendo así que muchos de los policías que investigaron ambos casos creen que el secuestrador del Adelaide Oval está relacionado con la desaparición de los niños Beaumont.

### Alan Anthony Munro
En 2015, un hombre, Allan Maxwell Macintyre (fallecido en junio de 2016), que había sido investigado por la policía y exculpado de su participación en el caso Beaumont, afirmó en una entrevista en The Advertiser que un hombre que había conocido en 1966, que para 2015 era buscado en el Sudeste asiático en relación con incidentes de abuso infantil allí, según sus hijos, había venido a su casa con los cuerpos de los niños Beaumont en el maletero de su automóvil. El hombre en cuestión fue luego identificado como el empresario Alan Anthony Munro, un exjefe de exploradores que se había declarado culpable de diez delitos sexuales contra niños cometidos desde 1962. Por estos crímenes, fue sentenciado a diez años, con un período sin libertad condicional de cinco años y cinco meses, lo que hacía posible su liberación para 2022.
En junio de 2017, los detectives de Adelaida recibieron una copia del diario de un niño, escrito en 1966, que supuestamente situaba a Munro en las cercanías de la playa de Glenelg en el momento de la desaparición de los niños. Munro fue declarado culpable de abusar de varios niños, incluido un hijo de Macintyre, el que escribió el diario. Munro había sido previamente investigado por la policía, pero no se encontraron pruebas de que estuviera involucrado en el caso Beaumont.

### Harry Phipps
Harry Phipps (fallecido en 2004), propietario de una fábrica local y miembro de la élite social de Adelaida, llamó la atención como posible sospechoso después de la publicación del libro The Satin Man: Uncovering the Mystery of the Missing Beaumont Children en 2013. El libro fue actualizado con nueva información en 2015. Phipps tenía una semejanza sustancial con el retrato robot policial del hombre visto hablando con los niños en la playa, era rico y se sabía que tenía la costumbre de dar billetes de 1£. Además, se sospechaba que tenía tendencias pedófilas, y vivió solo a trescientos metros de la playa de Glenelg, en la esquina de las calles Augusta y Sussex. En 2007, su hijo Haydn, que tenía quince años en el momento de la desaparición de los niños, se presentó a los investigadores con la afirmación de que había visto a los niños en el patio de su padre ese día, y otras dos personas, jóvenes en ese momento, dijeron que Phipps les había pagado para cavar un hoyo de dos metros en el patio de su fábrica ese fin de semana, por razones no declaradas.
En noviembre de 2013 fue excavada una sección de un metro cuadrado de una fábrica en North Plympton que había sido propiedad de Phipps, tras la nueva información sobre su posible participación en la desaparición de los niños. Un radar de penetración en el suelo encontró «una pequeña anomalía, que pudiera indicar movimiento de tierra u objetos dentro del suelo», pero la excavación no encontró evidencia adicional y se cerraron las investigaciones en el sitio. El 22 de enero de 2018, los detectives de Adelaida anunciaron que regresarían al sitio de la fábrica y realizarían más excavaciones, después de una investigación privada patrocinada por Channel Seven Adelaide. La excavación, el 2 de febrero de 2018, tomó nueve horas. Se encontraron huesos de animales y basura general, pero nada relacionado con el caso Beaumont.

## Posibles casos relacionados

### Joanne Ratcliffe y Kirste Gordon
En 1973, dos niñas, Joanne Ratcliffe (11) y Kirste Gordon (4), desaparecieron del Adelaide Oval durante un partido de fútbol, y se presume que fueron secuestradas y asesinadas. Los padres de Ratcliffe y la abuela de Gordon habían permitido que las niñas dejaran su grupo para ir al baño. Fueron vistas varias veces en los noventa minutos siguientes después de abandonar el Óvalo, aparentemente angustiadas y en compañía de un hombre desconocido, pero desaparecieron después del último avistamiento reportado. El bosquejo policial del sospechoso se parece al del hombre visto por última vez con los niños Beaumont, pero no es un retrato robot satisfactorio. Los detectives creen que los casos pueden estar vinculados.

### La familia de asesinos
En 1979, fue encontrado el cuerpo de un joven en Adelaida. Fue identificado como Neil Muir (25). Su cuerpo estaba gravemente mutilado. En 1982, se encontró el cuerpo mutilado de Mark Langley (18). Antes de su muerte, había sido sometido a una especie de «cirugía», es decir, su abdomen había sido cortado en rodajas y había sido afeitado antes de esto. Parte de su intestino había sido extraído y Langley había muerto por la pérdida de sangre. En los siguientes meses se encontraron más cuerpos. Los restos esqueléticos desmembrados de Peter Stogneff (14) fueron encontrados casi un año después de su desaparición y Alan Barnes (18) fue mutilado de manera similar a Langley. Una quinta víctima, Richard Kelvin (15), fue encontrado en 1983, una vez más con las mismas mutilaciones. Bevan Spencer von Einem fue condenado por el asesinato de Kelvin en 1984 y acusado de los asesinatos de Barnes y Langley en 1989. Sin embargo, la fiscalía se vio obligada a solicitar el sobreseimiento cuando se consideró que no había pruebas sólidas. Estos crímenes han sido conocidos colectivamente como los «asesinatos familiares» porque la policía cree que un grupo principal de cuatro personas y hasta en ocasiones de ocho estuvo involucrado en los asesinatos.

## Legado
El caso Beaumont resultó en una de las investigaciones policiales más grandes en la historia criminal de Australia y sigue siendo uno de los casos fríos más infames de Australia, incluso después de muchas décadas. En enero de 2018, el primer ministro de Australia del Sur, Jay Weatherill, dijo que la policía de Australia del Sur «nunca había renunciado al caso» y que «tienen una política de que ninguna investigación de asesinato termina en un archivo cerrado». El gobierno estatal también continúa manteniendo una recompensa de un millón de dólares por información relacionada con la desaparición de los niños.
El secuestro también es visto por muchos comentaristas sociales como un evento significativo en la evolución de la sociedad australiana, con un gran número de personas que cambiaron la forma en que supervisaban a sus hijos a diario. Hasta ese momento, nunca se había sugerido públicamente que no se debería permitir que los niños viajaran sin supervisión, o que sus padres fueran de alguna manera negligentes al dejarlos solos, simplemente porque la sociedad australiana contemporánea daba por sentado que esto era seguro y aceptable. Sin embargo, este caso junto con crímenes similares relacionados con niños (como el secuestro de Graeme Thorne en 1960 y los asesinatos de Wanda Beach en 1965) «marcaron el fin de la inocencia en la vida australiana [de la posguerra]».
La atención regular y generalizada prestada a este caso, su importancia en la historia criminal de Australia y el hecho de que el misterio de su desaparición nunca se ha explicado ha llevado a que la historia sea revisada continuamente por los medios. Regularmente se informa por los medios de comunicación australianos del seguimiento de nuevas pistas, y el caso seguía siendo un titular de los medios impresos y transmitidos más de medio siglo después.

### Padres
En el momento de la investigación, Jim y Nancy Beaumont recibieron una gran apoyo del público australiano. Permanecieron en su casa de Somerton Park, y Nancy Beaumont, en particular, tenía la esperanza de que los niños regresaran y declaró en entrevistas que sería «terrible» si los niños regresaban a casa y no encontraban a sus padres esperándolos. Con el paso de los años, a medida que surgieron nuevas pistas y nuevas teorías, los Beaumont cooperaron plenamente en la exploración de todas las posibilidades, ya se tratara de afirmaciones de que los niños habían sido secuestrados por una secta religiosa y que vivían en Nueva Zelanda, Melbourne o Tasmania, o alguna pista que sugiriera un posible lugar donde los niños estuviesen enterrados. Quedaron destrozados en 1990 cuando los periódicos publicaron fotografías generadas por ordenador de cómo serían los niños de adultos. Las imágenes, publicadas en contra de sus deseos, causaron una gran ola de simpatía pública de una comunidad que todavía es sensible a su dolor.
La pareja se divorció más tarde y desde entonces viven por separado, resolviendo vivir sus últimos años lejos de la atención pública que los había seguido durante décadas. Vendieron la casa y, aunque el caso sigue abierto, la Fuerza de Policía de Australia del Sur sigue informando de las direcciones de la pareja. En febrero de 2018, 52 años después de la desaparición, Jim y Nancy Beaumont tenían 92 y 90 años respectivamente, y se informó que habían aceptado que la verdad nunca se descubriría.

## Medios de comunicación
Desde el principio, el caso atrajo la atención generalizada de la policía y los medios de comunicación en Australia y más allá. El hecho de que el caso nunca se haya resuelto ha llevado a que la historia sea revisada continuamente por los principales medios de comunicación, y más recientemente por los sitios en línea de internet, más de medio siglo después. Algunos ejemplos son:
- Crime Investigation Australia: Serie 1 Episodio 11 «The Wanda Beach Murders / The Beaumont Children Mystery» (emitido en 2006)
- En busca de los niños de Beaumont: el misterio sin resolver más famoso de Australia (2006) por Alan Whiticker ISBN 978-1-74031-106-9[72]
- El hombre bronceado: descubriendo el misterio de los niños desaparecidos de Beaumont (2013) por Alan Whiticker[60]
- Los niños desaparecidos de Beaumont (2016) de Michael Madigan ISBN 978-0-97567-467-3[73]
- Seven News Investigates: The Beaumont Children: What Really Happened (enero de 2018)[74]
- Casefile True Crime Podcast, Episodio 100: «The Beaumont Children» (noviembre de 2018)[10]
- Podcast de True Crime Brewery, y luego no hubo ninguno, (10 de octubre de 2017)